# Kockelscheuer
Kockelscheuer (Luxemburgs: Kockelscheier) is een plaats in de gemeente Roeser en het kanton Esch-sur-Alzette in Luxemburg.
Kockelscheuer telt 260 inwoners (2001).
Kockelscheuer is lokaal vooral bekend vanwege het grote sportcomplex dat zich ten noorden van het plaatsje bevindt. Er bevinden zich een indoor tennisbaan, een indoor ijsbaan, een speeltuin en een kinderboerderij. 's Zomers wordt er vaak in het bos gebarbecued.